# Rohan Bopanna
Rohan Bopanna (Bangalore, 4 de agosto de 1980) es un jugador de tenis indio.
Es una pieza importante en el equipo de Copa Davis de India en el que hizo su debut en 2002. Su especialidad es el dobles, modalidad en la que lleva conquistado 25 títulos de ATP en 48 finales disputadas. Su mejor ranking en la especialidad fue n.º 1, alcanzado en enero de 2024.
Es también un aficionado al cricket, siendo el australiano Glenn McGrath su ídolo de la infancia.

## Torneos de Grand Slam

### Dobles

#### Títulos
| Año  | Torneo               | Pareja        | Oponentes en la final           | Resultado   |
| 2024 | Abierto de Australia | Matthew Ebden | Simone Bolelli Andrea Vavassori | 7-6(0), 7-5 |

#### Finalista
| Año  | Torneo             | Pareja        | Oponentes en la final    | Resultado      |
| 2010 | Abierto de EE. UU. | Aisam Qureshi | Bob Bryan Mike Bryan     | 6-7(5), 6-7(4) |
| 2023 | Abierto de EE. UU. | Matthew Ebden | Rajeev Ram Joe Salisbury | 6-2, 3-6, 4-6  |

### Dobles mixto

#### Títulos
| Año  | Torneo        | Pareja             | Oponentes en la final            | Resultado        |
| 2017 | Roland Garros | Gabriela Dabrowski | Anna-Lena Grönefeld Robert Farah | 2-6, 6-2 [12-10] |

#### Finalista
| Año  | Torneo               | Pareja      | Oponentes en la final         | Resultado        |
| 2018 | Abierto de Australia | Tímea Babos | Gabriela Dabrowski Mate Pavić | 6-2, 4-6, [9-11] |
| 2023 | Abierto de Australia | Sania Mirza | Luisa Stefani Rafael Matos    | 6-7(2), 2-6      |

## Actuación en Torneos

### Dobles
| Torneos                   | 2008 | 2009 | 2010 | 2011 | 2012 | 2013 | 2014 | 2015 | 2016 | 2017 | 2018 | 2019 | 2020 | 2021 | 2022 | 2023 | 2024 | G–P   | Títulos |
| ------------------------- | ---- | ---- | ---- | ---- | ---- | ---- | ---- | ---- | ---- | ---- | ---- | ---- | ---- | ---- | ---- | ---- | ---- | ----- | ------- |
| Grand Slam                |      |      |      |      |      |      |      |      |      |      |      |      |      |      |      |      |      |       |         |
| Abierto de Australia      | 3R   | 2R   | 1R   | 3R   | 3R   | 2R   | 3R   | 2R   | 3R   | 2R   | 3R   | 1R   | 1R   | 1R   | 1R   | 1R   | G    | 22–16 | 1       |
| Roland Garros             | 1R   | 1R   | 2R   | CF   | 1R   | 1R   | 2R   | 3R   | CF   | 3R   | CF   | 3R   | 1R   | CF   | SF   | 1R   |      | 23–16 | 0       |
| Wimbledon                 | 2R   | A    | CF   | 1R   | 2R   | SF   | 2R   | SF   | 3R   | 2R   | 2R   | 1R   | ND   | 1R   | A    | SF   |      | 22–13 | 0       |
| Abierto de Estados Unidos | 1R   | A    | F    | SF   | 1R   | 3R   | 1R   | CF   | 2R   | 2R   | CF   | 3R   | CF   | 3R   | 1R   | F    |      | 29–15 | 0       |
| G–P                       | 3–4  | 1–2  | 9–4  | 9–4  | 3–4  | 7–4  | 4–4  | 6–3  | 8–4  | 5–4  | 9–4  | 3–4  | 2–3  | 4–4  | 4–3  | 9–4  | 6–0  | 96–60 | 1       |

### Masters 1000
| Torneo                                                                       | 2008 | 2009 | 2010 | 2011 | 2012 | 2013 | 2014 | 2015 | 2016 | 2017 | 2018 | 2019 | 2020 | 2021 | 2022 | 2023 | 2024 | G-P     | Títulos |
| ---------------------------------------------------------------------------- | ---- | ---- | ---- | ---- | ---- | ---- | ---- | ---- | ---- | ---- | ---- | ---- | ---- | ---- | ---- | ---- | ---- | ------- | ------- |
| Indian Wells                                                                 | -    | -    | -    | SF   | 1R   | 1R   | 1R   | 2R   | 1R   | 1R   | 1R   | 2R   | ND   | CF   | 2R   | G    | 1R   | 12-12   | 1       |
| Miami                                                                        | -    | -    | -    | CF   | SF   | 2R   | 2R   | 1R   | 1R   | 1R   | 2R   | CF   | ND   | -    | SF   | 2R   | G    | 17-12   | 1       |
| Montecarlo                                                                   | -    | -    | -    | SF   | 2R   | 2R   | CF   | 1R   | CF   | G    | SF   | 1R   | ND   | 1R   | CF   | 1R   |      | 17-10   | 1       |
| Madrid                                                                       | -    | -    | -    | CF   | SF   | CF   | CF   | G    | F    | 1R   | 2R   | 1R   | ND   | CF   | 1R   | F    |      | 18-11   | 1       |
| Roma                                                                         | -    | -    | -    | -    | SF   | F    | 2R   | 2R   | SF   | CF   | 2R   | 1R   | CF   | 1R   | 2R   | 2R   |      | 14-12   | 0       |
| Canadá                                                                       | -    | -    | 1R   | CF   | 2R   | 1R   | 2R   | 2R   | 2R   | F    | -    | SF   | ND   | CF   | 2R   | CF   |      | 11-12   | 0       |
| Cincinnati                                                                   | 1R   | -    | 2R   | CF   | F    | SF   | 1R   | CF   | 1R   | CF   | -    | 2R   | 1R   | 1R   | 1R   | 2R   |      | 9-14    | 0       |
| Shanghái                                                                     | -    | -    | CF   | 2R   | F    | 2R   | SF   | SF   | 2R   | 1R   | 1R   | 2R   | ND   | ND   | ND   | F    |      | 15-11   | 0       |
| París                                                                        | -    | -    | 2R   | G    | G    | CF   | CF   | CF   | SF   | 1R   | 2R   | CF   | CF   | -    | CF   | F    |      | 21-11   | 2       |
| Total                                                                        | 0    | 0    | 0    | 1    | 1    | 0    | 0    | 1    | 0    | 1    | 0    | 0    | 0    | 0    | 0    | 1    | 1    | 134-105 | 6       |
| Leyenda: G:Torneo ganado; F:Finalista; SF:Semifinalista; CF:Cuartos de final |      |      |      |      |      |      |      |      |      |      |      |      |      |      |      |      |      |         |         |

## Títulos ATP

### Dobles
| Leyenda                         |
| Grand Slam (1)                  |
| ATP Wourld Tour Finals (0)      |
| ATP Masters 1000 World Tour (6) |
| ATP World Tour 500 series (5)   |
| ATP World Tour 250 series (14)  |

| N.º | Fecha                   | Torneo               | Superficie    | Pareja                 | Oponentes en la final                      | Resultado              |
| --- | ----------------------- | -------------------- | ------------- | ---------------------- | ------------------------------------------ | ---------------------- |
| 1.  | 4 de agosto de 2008     | Los Ángeles          | Dura          | Eric Butorac           | Travis Parrott Dušan Vemić                 | 7-6(5) 7-6(5)          |
| 2.  | 7 de febrero de 2010    | Johannesburgo        | Dura          | Aisam-Ul-Haq Qureshi   | Karol Beck Harel Levy                      | 2-6, 6-3, [10-5]       |
| 3.  | 12 de junio de 2011     | Halle                | Hierba        | Aisam-Ul-Haq Qureshi   | Robin Haase Milos Raonic                   | 7-6(8), 3-6, [11-9]    |
| 4.  | 23 de octubre de 2011   | Estocolmo            | Dura          | Aisam-Ul-Haq Qureshi   | Marcelo Melo Bruno Soares                  | 6-1, 6-3               |
| 5.  | 13 de noviembre de 2011 | Paris                | Dura (i)      | Aisam-Ul-Haq Qureshi   | Julien Benneteau Nicolas Mahut             | 6-2, 6-4               |
| 6.  | 3 de marzo de 2012      | Dubái                | Dura          | Mahesh Bhupathi        | Mariusz Fyrstenberg Marcin Matkowski       | 6-4, 3-6, [10-5]       |
| 7.  | 4 de noviembre de 2012  | París                | Dura (i)      | Mahesh Bhupathi        | Aisam-ul-Haq Qureshi Jean-Julien Rojer     | 7-6(5), 6-3            |
| 8.  | 24 de febrero de 2013   | Marsella             | Dura (i)      | Colin Fleming          | Aisam-ul-Haq Qureshi Jean-Julien Rojer     | 6-4, 7-6(3)            |
| 9.  | 1 de marzo de 2014      | Tokio                | Dura          | Édouard Roger-Vasselin | Jamie Murray John Peers                    | 7-6(5), 6-4            |
| 10. | 1 de marzo de 2014      | Dubái                | Dura          | Aisam-ul-Haq Qureshi   | Daniel Nestor Nenad Zimonjić               | 6-4, 6-3               |
| 11. | 17 de enero de 2015     | Sídney               | Dura          | Daniel Nestor          | Jean-Julien Rojer Horia Tecău              | 6-4, 7-6(5)            |
| 12. | 28 de febrero de 2015   | Dubái                | Dura          | Daniel Nestor          | Aisam-ul-Haq Qureshi Nenad Zimonjić        | 6-4, 6-1               |
| 13. | 10 de mayo de 2015      | Madrid               | Tierra batida | Florin Mergea          | Marcin Matkowski Nenad Zimonjić            | 6-2, 6-7(5), [11-9]    |
| 14. | 14 de junio de 2015     | Stuttgart            | Hierba        | Florin Mergea          | Alexander Peya Bruno Soares                | 5-7, 6-2, [10-7]       |
| 15. | 8 de enero de 2017      | Chennai              | Dura          | Jeevan Nedunchezhiyan  | Purav Raja Divij Sharan                    | 6-3, 6-4               |
| 16. | 23 de abril de 2017     | Montecarlo           | Tierra batida | Pablo Cuevas           | Feliciano López Marc López                 | 6-3, 3-6, [10-4]       |
| 17. | 29 de octubre de 2017   | Viena                | Dura (i)      | Pablo Cuevas           | Marcelo Demoliner Sam Querrey              | 7-6(7), 6-7(4), [11-9] |
| 18. | 5 de enero de 2019      | Pune                 | Dura          | Divij Sharan           | Luke Bambridge Jonny O'Mara                | 6-3, 6-4               |
| 19. | 10 de enero de 2020     | Doha                 | Dura          | Wesley Koolhof         | Luke Bambridge Santiago González           | 3-6, 6-2, [10-6]       |
| 20. | 9 de enero de 2022      | Adelaida I           | Dura          | Ramkumar Ramanathan    | Ivan Dodig Marcelo Melo                    | 7-6(6), 6-1            |
| 21. | 6 de febrero de 2022    | Pune                 | Dura          | Ramkumar Ramanathan    | Luke Saville John-Patrick Smith            | 6-7(10), 6-3, [10-6]   |
| 22. | 2 de octubre de 2022    | Tel Aviv             | Dura (i)      | Matwé Middelkoop       | Santiago González Andrés Molteni           | 6-2, 6-4               |
| 23. | 24 de febrero de 2023   | Doha                 | Dura          | Matthew Ebden          | Constant Lestienne Botic van de Zandschulp | 6-7(5), 6-4, [10-6]    |
| 24. | 18 de marzo de 2023     | Indian Wells         | Dura          | Matthew Ebden          | Wesley Koolhof Neal Skupski                | 6-3, 2-6, [10-8]       |
| 25. | 27 de enero de 2024     | Abierto de Australia | Dura          | Matthew Ebden          | Simone Bolelli Andrea Vavassori            | 7-6(0), 7-5            |
| 26. | 30 de marzo de 2024     | Miami                | Dura          | Matthew Ebden          | Ivan Dodig Austin Krajicek                 | 6-7(3), 6-3, [10-6]    |

#### Finalista
- 2006: Chennai (junto con Prakash Amritraj pierden ante Michal Mertinak / Petr Pála)
- 2006: Mumbai (junto con Mustafa Ghouse pierden ante Mario Ančić y Mahesh Bhupathi)
- 2007: Mumbai (junto con Aisam-Ul-Haq Qureshi pierden ante Robert Lindstedt y Jarkko Nieminen)
- 2008: Newport (junto con Aisam-Ul-Haq Qureshi pierden ante Mardy Fish y John Isner)
- 2008: San Petersburgo (junto con Max Mirnyi pierden ante Travis Parrott y Filip Polášek)
- 2009: San José (junto con Jarkko Nieminen pierden ante Tommy Haas y Radek Štěpánek)
- 2010: Casablanca (junto con Aisam-Ul-Haq Qureshi pierden ante Robert Lindstedt y Horia Tecau)
- 2010: Niza (junto con Aisam-Ul-Haq Qureshi pierden ante Marcelo Melo y Bruno Soares)
- 2010: Atlanta (junto con Kristof Vliegen pierden ante Scott Lipsky y Rajeev Ram
- 2010: New Haven (junto con Aisam-Ul-Haq Qureshi pierden ante Robert Lindstedt y Horia Tecau)
- 2010: Abierto de EE.UU. (junto con Aisam Qureshi pierden ante Bob Bryan y Mike Bryan)
- 2012: Shanghái (junto con Mahesh Bhupathi pierden ante Leander Paes y Radek Štěpánek)
- 2012: ATP World Tour Finals (junto con Mahesh Bhupathi pierden ante Marcel Granollers y Marc López)
- 2015: Casablanca (junto con Florin Mergea pierden ante Rameez Junaid  y Adil Shamasdin)
- 2015: Halle (junto con Florin Mergea pierden ante Raven Klaasen  y Rajeev Ram)
- 2015: ATP World Tour Finals (junto con Florin Mergea pierden ante Jean-Julien Rojer y Horia Tecau)
- 2016: Sídney (junto con Florin Mergea pierden ante Jamie Murray y Bruno Soares)
- 2016: Madrid (junto con Florin Mergea pierden ante Jean-Julien Rojer y Horia Tecău)
- 2017: Dubái (junto con Marcin Matkowski pierden ante Jean-Julien Rojer y Horia Tecău)
- 2017: Eastbourne (junto con André Sá pierden ante Bob Bryan y Mike Bryan)
- 2017: Montreal (junto con Ivan Dodig pierden ante Pierre-Hugues Herbert y Nicolas Mahut)
- 2019: Stuttgart (junto con Denis Shapovalov pierden ante John Peers y Bruno Soares)
- 2020: Amberes (junto con Matwé Middelkoop pierden ante John Peers y Michael Venus)
- 2022: Doha (junto con Denis Shapovalov pierden ante Wesley Koolhof y Neal Skupski)
- 2022: Hamburgo (junto con Matwé Middelkoop pierden ante Lloyd Glasspool y Harri Heliövaara)
- 2022: Amberes (junto con Matwé Middelkoop pierden ante Tallon Griekspoor y Botic van de Zandschulp)
- 2023: Róterdam (junto con Matthew Ebden pierden ante Ivan Dodig y Austin Krajicek)
- 2023: Madrid (junto con Matthew Ebden pierden ante Karen Khachanov y Andrey Rublev)
- 2023: Abierto de EE.UU. (junto con Matthew Ebden pierden ante Rajeev Ram y Joe Salisbury)
- 2023: Shanghái (junto con Matthew Ebden pierden ante Marcel Granollers y Horacio Zeballos)
- 2023: París (junto con Matthew Ebden pierden ante Santiago González y Édouard Roger-Vasselin)
- 2024: Adelaida (junto con Matthew Ebden pierden ante Rajeev Ram y Joe Salisbury)

### Challengers
| N.º | Fecha              | Torneo | Superficie | Oponente en la final | Resultado |
| --- | ------------------ | ------ | ---------- | -------------------- | --------- |
| 1.  | 2 de julio de 2007 | Dublín | Carpeta    | Martin Pedersen      | 6-4, 6-3  |